# Rungholt (Schiff, 1966)
Die Rungholt ist ein Ausflugsschiff, welches im Bereich des Nordfriesischen Wattenmeers eingesetzt wird.

## Geschichte
Das für 50 Passagiere ausgelegte Fahrgastschiff wurde 1966 für Kurt Paulsen (Adler-Schiffe) auf der Bieritz-Werft in Friedrichskoog gebaut und im selben Jahr mit dem Namen Adler II in Dienst gestellt. Der Schiffsrumpf besteht aus Holz. Im Jahr 1970 ersetzte Adler-Schiffe die Adler II durch einen größeren, gleichnamigen Neubau, der von der Husumer Schiffswerft stammte. Das Schiff ging daraufhin an Dethlef Dethlefs aus Nordstrand, der es in Pallucca umbenannte. In den 1980er Jahren erwarb Markus Petersen von der Hallig Oland die Pallucca und benannte sie in Rungholt I um. Sein Sohn, der Kapitän Uwe Petersen, betrieb das Schiff ab 1992 unter dem Namen Rungholt. Zum Ende der Saison 2021 stellte die Reederei Petersen den Betrieb nach 60 Jahren ein. Die Rungholt wurde an die Halligreederei Kapitän Bernd Diedrichsen mit Sitz in Husum veräußert, die bereits das Ausflugsschiff Hauke Haien betreibt. Sie setzt das Schiff ab Wyk auf Föhr ein.